# كرايغ شيرلي
كرايغ شيرلي (بالإنجليزية: Craig Shirley)‏ هو كاتب أمريكي، ولد في 24 سبتمبر 1956 في سيراكيوز في الولايات المتحدة.

## وصلات خارجية
- كرايغ شيرلي على موقع إن إن دي بي (الإنجليزية)